# Кумундурос, Александрос
Александрос Кумундурос (греч. Αλέξανδρος Κουμουνδούρος; 1817, Камбос, — 26 февраля 1883, Афины) — греческий государственный деятель.

## Биография
Родился в 1817 году в Камбосе на полуострове Мани.
Окончил Афинский университет. 
С 1850 года — депутат парламента, в котором скоро выделился своим ораторским талантом. В 1855 году был избран президентом палаты, затем несколько раз был министром финансов. 
После революции 1862 года, в которой он принял активное участие, Кумундурос стал членом первого революционного министерства и в течение последующих лет занимал посты министра юстиции, министра по делам религии и образования, министра внутренних дел. 
14 марта 1865 года впервые возглавил правительство (до 1 ноября), затем занимал пост премьер-министра Греции ещё 8 раз (с 30 декабря 1866 года до 1 января 1867 года, с 15 декабря 1870 до 9 ноября 1871, с 27 октября 1875 до 8 декабря 1876, с 13 декабря 1876 до 10 марта 1877, с 1 до 7 июня 1877, с 14 сентября 1877 до 2 ноября 1878, с 7 ноября 1878 до 22 марта 1880 и с 25 октября 1880 до 15 марта 1882 годов). 
Особенно выделялся он как талантливый финансист, что, впрочем, не мешало греческим финансам ухудшаться с каждым годом. В последнее его министерство (1880—1882) ему удалось добиться присоединения к Греции Фессалии и части Эпира, после чего Кумундурос назначил новые выборы, чтобы население вновь присоединённых областей было представлено в парламенте, — однако это-то население и проголосовало за оппозиционную Кумундуросу партию, после чего Кумундурос подал в отставку.
В 1881 году Кумундурос с целью развития страны подписал с четырьмя подрядчиками контракты на строительство линий железных дорог.
Его старший сын, Константинос Кумундурос, стал офицером, дослужился до звания генерал-лейтенанта и стал военным и морским министром. Другой его сын, Спиридон Кумундурос (1858—1924), стал политиком.